# Monreal del Campo
Monreal del Campo este un orașel în comarca Jiloca, în provincia Teruel și comunitatea Aragon. Are o populație de 2.768 de locuitori (2011). Este reședința de dezvoltare agricolă a comarcii Jiloca.